# Kenjiro Hata
Kenjiro Hata (畑 健二郎, Hata Kenjirō, Fukuoka, 19 oktober 1975) is een Japans mangaka. Hij is vooral bekend voor de manga Hayate the Combat Butler. Hata verzamelt anime gerelateerde voorwerpen zoals figurines. Hij is een oud-assistent van Koji Kumeta.

## Oeuvre
- God's Rocket Punch! (2002)
- Heroes of the Sea Lifesavers (2003)
- Thunder Goddess Sofia (2003)
- Hayate the Combat Butler (2004)
- Lucky Star: Comic à la Carte (2007)
- Sore ga Seiyu! (2011; een doujinshi manga in samenwerking met Masumi Asano, uitgegeven onder de doujinshi-circelnaam Hajimemashite)
- Ad Astra Per Aspera (2015)
- Tonikaku Kawaii (2018)

- Bibliothèque nationale de France: cb16236000d (data)
- CiNii: DA17717881
- Gemeinsame Normdatei: 1241260834
- International Standard Name Identifier: 0000 0000 8161 3570
- Library of Congress Control Number: nb2009008922
- MusicBrainz: 348564cf-07c5-4bd4-b989-49cf3a7228de
- Bibliotheek van het Japanse parlement: 00987635
- Nationale bibliotheek van Australië: 43976709
- Trove: 1459888
- Virtual International Authority File: 86298618
- WorldCat: E39PBJdRtF4GWRk9vtvFy8Pfbd